# Alexis Knapp
Alexis Knapp (ur. 31 lipca 1989 w Avonmore, w stanie Pensylwania) – amerykańska aktorka i modelka.

## Życiorys
Knapp urodziła się 31 lipca 1989 w Avonmore w stanie Pensylwania. W wieku 18 lat przeniosła się do Los Angeles. 
Pojawiła się m.in. w filmach Percy Jackson i bogowie olimpijscy: Złodziej pioruna jako dziewczyna Afrodyty oraz Raj dla par jako dziewczyna z "San Diego Dance Academy". W 2012 zagrała rolę Alexis w filmie Projekt X.
Ma córkę Kailani Merizalde Phillippe Knapp (ur. 01.07.2011) z aktorem Ryanem Phillippe’em.

## Filmografia
- Raj dla par (Couples Retreat, 2009) jako Dziewczyna z "San Diego Dance Academy"
- Percy Jackson i bogowie olimpijscy: Złodziej pioruna (Percy Jackson & the Olympians: The Lightning Thief, 2010) jako Dziewczyna Afrodyty
- Look (2010)
- Like Father (2012) jako Dylan
- Projekt X (Project X, 2012) jako Alexis
- Pitch Perfect (2012) jako Stacie
- Tajna agentka (So Undercover, 2012) jako Taylor Jaffe
- Głowa rodziny (Family Guy, 2013) (głos, 1 odcinek)
- Vamp U (2013) jako Samantha
- Bizarre Bracket Behavior (2013)
- Cavemen (2013) jako Kat
- Super Fun Night (2013) jako Clamantha
- Między piętrami (Ground Floor, 2013-2014) jako Tori (10 odcinków)
- The Anomaly (2014) jako Dana
- Grace (2014) jako Jessica
- The Gilded (2014) jako Trisha
- Cinnamon Girl: California Dreamin (2014) jako Lola Jones
- Pitch Perfect 2 (2015) jako Stacie
- Impuls (2016) jako Joey
- Książę na Gwiazdkę (2017) jako Samantha Logan (film TV)
- Pitch Perfect 3 (2017) jako Stacie
- Phobias (2021) jako Lia
- The Accursed (2021) jako Mary Lynn

## Nagrody
MTV Movie Awards (2013)
- Wygrana w kategorii Najlepszy moment muzyczny za film Pitch Perfect (2012)[4].